# George Hilsdon
George Richard Hilsdon (Londra, 10 agosto 1885 – Leicester, 10 settembre 1941) è stato un calciatore britannico, di ruolo attaccante.
George Hilsdon, come suo fratello Jack, giocò nel West Ham. Durante la sua permanenza al Chelsea, si guadagnò il soprannome di Gatling Gun (Carroarmato) o Machine Gun (Macchina da guerra, nel senso di Macchina da gol) per la sua abilità sotto rete.

## Carriera

### Giocatore
Hilsdon fece il suo esordio nel campionato inglese con la maglia del West Ham durante la stagione 1903-1904. Nel 1906 però John Tait Robertson, allenatore del neofondato Chelsea, ottenne che egli fosse ceduto per 4 sterline al suo club, con la promessa di farlo divenire attaccante titolare. Nella sua partita d'esordio contro Glossop North End segnò 5 gol, consentendo alla formazione londinese di vincere per 9-2. Nella stessa stagione, segnò altre 6 reti in un match di FA Cup contro il Worksop Town, record ancora imbattuto nella storia del club. In quell'annata egli totalizzò 25 marcature, che consentirono al team una pronta promozione in First Division.
Nel giro di tre anni, Hilsdon segnò 76 volte in 99 presenze. Le sue ultime stagioni con la maglia dei Blues furono contrassegnate da difficoltà nella vita privata, specialmente per problemi di alcolismo. Durante l'annata 1910-1911, segnò comunque 19 gol. Egli divenne il primo giocatore del Chelsea a totalizzare più di 100 reti, terminando la sua avventura nel club con un bilancio di 104 marcature in 164 presenze. Al momento ricopre la settima posizione nella classifica dei migliori goleador di sempre del club londinese.
Durante la sua permanenza tra i Blues egli fu anche convocato nella nazionale inglese, realizzando una tripletta nella sua partita d'esordio (terminata per 6-0) contro l'Irlanda. Inoltre segnò 4 gol contro l'Ungheria, ed altri ancora negli incontri tra la sua nazionale e quelle irlandese, austriaca, gallese e ceca. In tutto, egli arrivò ad un totale di 14 marcature in sole 9 gare.
Nel 1912 egli tornò al West Ham, affermandosi come miglior goleador del campionato 1912-1913 con 17 gol in 36 partite. In quei tempi gli fu affibbiato anche il soprannome di Vecchio Internazionale, nonostante avesse comunque ancora 27 anni. La sua carriera al West Ham terminò con un totale di 92 presenze e 35 reti segnate. Durante la sua permanenza negli Hammers, egli si premurò di aiutare a far emergere il giovane attaccante Syd Puddefoot, da tutti ritenuto come fosse un suo pupillo. Hilsdon, inoltre, giocò quattro incontri per l'East London durante la prima guerra mondiale.
Al termine del conflitto Hilsdon non riprese a giocare, bensì iniziò a lavorare come muratore nell'East London.
Morì all'età di 56 anni a Leicester, e solo quattro 4 persone vennero al suo funerale. Ad oggi non esiste nessuna tomba per lui, a parte una suite commemorativa a Stamford Bridge, intitolata a suo nome nell'anno del centenario del Chelsea per ricordarne i tanti gol.